# Oudrup Østerhede
Oudrup Østerhede, er den vestlige del af det store hedeområde i Himmerland der kaldes De Himmerlandske Heder, et hedeområde der tidligere dækkede store dele af Vesthimmerland. Den ligger sydøst for landsbyen Oudrup mellem Aars, Løgstør og Sebbersund. Det åbne og stærkt kuperede bakkelandskab, domineret af lyng og revling, er formet af indlandsklitter på aflejret morænesand. Stedvis ses våde enge i lavninger og mindre krat af stilkeg. Mellem Oudrup Østerhede og Lundby Hede mod øst løber Bruså, der er et tilløb til Dybvad Å; et par kilometer vest for heden ligger Vindblæs Hede.
Oudrup Østerhede indgår sammen med tre andre hedestrækninger i en stor naturfredning på 1.300 hektar fra 1941; Den er også en del af Natura 2000-område nr. 19 Lundby Hede, Oudrup Østerhede og Vindblæs Hede.

## Eksterne kilder og henvisninger
1. ↑  Om fredningen  på fredninger.dk

- Om naturplanen Arkiveret 10. februar 2012 hos  Wayback Machine på Naturstyrelsens websider
- Oudrup Østerhede på Den Store Danske Encyklopædi

|  | Denne artikel om lokaliteten Oudrup Østerhede kan blive bedre, hvis der indsættes et (bedre) billede. Du kan hjælpe ved at afsøge Wikimedia Commons for et passende billede eller lægge et op på Wikimedia Commons med en af de tilladte licenser og indsætte det i artiklen. |

56°55′21.65″N 9°24′51.31″Ø / 56.9226806°N 9.4142528°Ø